# Yuki Nakata
Yuki Nakata (japanisch 中田 有紀, Nakata Yuki; * 10. März 1977 in der Präfektur Shiga) ist eine japanische Leichtathletin, die sich auf den Siebenkampf spezialisiert hat.

## Sportliche Laufbahn
Erste Erfahrungen bei internationalen Meisterschaften sammelte Yuki Nakata im Jahr 1996, als sie bei den Juniorenasienmeisterschaften in Neu-Delhi, bei denen sie mit 5014 Punkten die Silbermedaille im Siebenkampf gewann. 1998 belegte sie bei den Asienmeisterschaften in Fukuoka den neunten Platz und 2000 wurde sie bei den Asienmeisterschaften in Jakarta mit 5139 Punkten Sechste. Im selben Jahr stellte sie mit 5642 Punkten in Mattou einen neuen japanischen Landesrekord auf und steigerte sich im Jahr darauf auf 5862 Punkte. 2002 nahm sie erstmals an den Asienspielen in Busan teil und belegte dort mit 5549 Punkten den fünften Platz. Im Jahr darauf gewann sie bei den Asienmeisterschaften in Manila mit 5723 Punkten die Silbermedaille hinter der Kasachin Irina Karpowa und 2004 startete sie bei den Olympischen Sommerspielen in Athen und erreichte dort mit 4871 Punkten Rang 28. Zuvor siegte sie bei den erstmals ausgetragenen Hallenasienmeisterschaften in Teheran mit 3977 Punkten im Fünfkampf. 2005 wurde sie bei den Weltmeisterschaften in Helsinki mit 5735 Punkten 20. und gewann anschließend mit 5719 Punkten die Silbermedaille bei den Ostasienspielen in Macau hinter der Chinesin Wang Hailan. Im Jahr darauf klassierte sie sich mit 4037 Punkten auf dem vierten Platz im Fünfkampf bei den Hallenasienmeisterschaften in Pattaya und nahm im Dezember erneut an den Asienspielen in Doha teil und wurde dort mit 5619 Punkten ebenfalls Vierte.
2007 gelangte sie bei den Weltmeisterschaften in Osaka mit 5869 Punkten auf den 23. Platz und 2009 gewann sie mit 5582 Punkten erneut die Silbermedaille bei den Asienmeisterschaften in Guangzhou, diesmal hinter der Usbekin Yuliya Tarasova. Anschließend siegte sie mit 5717 Punkten bei den Ostasienspielen in Hongkong. Im Jahr darauf startete sie ein weiteres Mal bei den Asienspielen in Guangzhou und sicherte sich dort mit 5606 Punkten die Silbermedaille hinter Tarasova.
In den Jahren von 2003 bis 2005 sowie 2007 und 2010 wurde Nakata japanische Meisterin im Siebenkampf.

## Persönliche Bestleistungen
- Siebenkampf: 5962 Punkte, 5. Juni 2004 in Tottori (japanischer Rekord)
  - Fünfkampf (Halle): 4073 Punkte, 27. Januar 2007 in Frankfurt am Main (japanischer Rekord)